# THE NUGGETS
THE NUGGETS（ザ ナゲッツ）は、2008年に結成された日本のロックバンドである。

## メンバー
| 名前                          | 生年月日              | 担当         | 出身地           | 出身校                 |
| ----------------------------- | --------------------- | ------------ | ---------------- | ---------------------- |
| 工藤 わたる （くどう わたる） | 1994年8月22日（30歳） | ボーカル担当 | 千葉県船橋市出身 | 船橋市立大穴中学校卒業 |
| 西山 浩喜 （にしやま ひろき） | 1994年7月26日（31歳） | ギター担当   | 千葉県船橋市出身 | 船橋市立大穴中学校卒業 |
| 大牟田 徹 （おおむた とおる） | 1994年6月29日（31歳） | ベース担当   | 千葉県船橋市出身 | 船橋市立大穴中学校卒業 |
| 加治工 芳 （かじく かおる）   | 1994年11月4日（30歳） | ドラム担当   | 千葉県船橋市出身 | 船橋市立大穴中学校卒業 |

## 略歴
2008年
- 5歳から幼なじみであった工藤わたる、大牟田徹、加治工芳、西山浩喜の4人で「THE NUGGETS」を結成。

2012年
- 1月   ヤマハ音楽振興会主催の「The 5th Music Revolution」にて4123組の中から15組のファイナリストに選ばれ、最も人気であった音源を配信したバンドに贈られる「My Sound賞」を受賞[1]。
- 5月  全国高校生アマチュアバンド選手権「TEENS ROCK IN HITACHINAKA」のファイナリストに選出され、国営ひたち海浜公園のステージで演奏し最もオーディエンスの投票を得たバンドに贈られる「オーディエンス賞」を受賞[2]。

2013年
- 9月 老舗ライブハウス「渋谷La.mama」にて単独公演「THE NUGGETS  愛のワンマンショー」を敢行。
- 12月「道玄坂異種格闘技戦」にてTHE イナズマ戦隊、Scoobie Doのオープニングアクトを務める[3]。
- 12月 渋谷La.mamaの月間PICK UP ARTISTに選ばれ、注目を浴びる。

2014年
- 1月 大学生バンドフェスティバル「SOUND YOUTH」の決勝進出、TSUTAYA O-EASTのステージで演奏する。
- 1月 ヤマハ音楽振興会主催の「The 7th Music Revolution」にて4400組の中から15組のファイナリストに選ばれ、優秀賞を受賞[4]。
- 3月 初の関西ツアーを挙行。7日間で京都・大阪・奈良・和歌山・兵庫をまわる。

2015年
- 7月 初の全国版ミニアルバム「here come THE NUGGETS－ザ・ナゲッツ登場」をタワーレコード限定でリリースし全国ツアーを慣行[5]。

2016年
- 1月 秋葉原Club Goodmanにて行われたYoung Generation U-22 Vol.4にてグランプリ、Ba.大牟田 徹がベストベーシスト賞を受賞[6]。
- 3月 初のDVD作品『here come THE NUGGETS全国ツアー2015 夏』をライブ会場限定で発売。
- 7月 1st Full Album『YOUNG』をリリースし全国ツアーを敢行[7]。
- 8月 SUMMER SONIC 2016 BEACHステージに出演[8]。

2017年
- 3月 PUNKSPRING 2017 Riotステージに出演[9]。
- 5月 COMIN'KOBE 17 ESP BLACK STAGEに出演[10]。
- 8月 全国版 2nd Full Album『NIGHT RUSH』をリリースし全国ツアーを敢行[11]。
- 10月 BayFMにおいてパーソナリティを務めるラジオ番組「船橋爆走族‼︎」が放送開始。

2018年
- 3月 船橋競馬場の本馬場入場曲に楽曲「ハートビートナイター」が採用[12]。
- 9月 フジテレビ主催の『ロッケンロー・サミット2018』に出演[13]。

2019年
- 3月 初の全米ツアー「結成10周年企画『アメリカ大陸横断アドベンチャー』」を敢行し全米を横断ウィスキー・ア・ゴーゴーを含む8会場で演奏[14]。

2020年
- 2月22日 シングル「Dark Horse」発売。

2023年
- 6月18日・7月2日・8月5日 THE NUGGETS 2-Man Show Series 「迎撃 -MUKAEUCHI-」開催。w/SA, THE冠, スキップカウズ
- 9月6日 6年ぶりとなるフルアルバム「ODD」発売。